# Marten Krebs
Marten Krebs (* 1981 in Stendal) ist ein deutscher Schauspieler, Moderator und  Entertainer.

## Leben
Krebs wuchs in der Altmark in Sachsen-Anhalt auf. Von 2007 bis 2010 studierte er an der Schauspielschule Charlottenburg in Berlin. Künstlerisch wurde er von der Schauspielerin und Diseuse Gisela May entdeckt und geprägt. Zu seinen Lehrern gehörte der rumänische Schauspiellehrer und Regisseur Valentin Plătăreanu. 
Marten Krebs war Schauspieler am Studiotheater Charlottenburg in Berlin. Während dieser Zeit spielte er unter anderem den Bruno in Martin Heckmanns Kommt ein Mann zur Welt (Regie: Heidemarie Schneider Gosch), den John Proctor in Arthur Millers Hexenjagd (Regie: Valentin Platareanu), den Poseidon in Aristophanes’ Die Vögel (Regie: Heidemarie Schneider Gosch), den Dr. Bartholo in Pierre Augustin Caron de Beaumarchais’ Komödie Der tolle Tag oder Figaros Hochzeit (Regie: Evelyn Schmidt).
Seine erste große Rolle spielte er 2011 am Turmtheater Regensburg als erfolgreicher Fußballer in dem Theaterstück Orangenhaut von Maja Pelević unter der Regie von Joseph Berlinger. Im Theater Halle 7 in München spielte er 2011 den Ace in der Uraufführung von Frank Campois Stück Die letzte Runde. Krebs gestaltete diese Rolle „machohaft“. Außerdem trat er als Herr Hobele in dem Stück Aufzeichnungen aus einer Doppelhaushälfte von Anja Behringer auf. Im April 2012 verkörperte Krebs die Druidin Arara und den Fischer im ersten Fantasy-Musical Mitteldeutschlands Laroranja und das Licht der Liebe in Barleben bei Magdeburg unter der Regie von Mario Gericke. 2016 spielte Marten Krebs in dem Beatles-Musical All you need is love die Rollen von Stuart Sutcliffe, Bert Kaempfert und George Martin.
2011 gab Marten Krebs sein Filmdebüt mit dem Spielfilm Am Fluss (Regie: Mario Gericke), ein Förderfilm der Kunststiftung Sachsen-Anhalt. Zuvor hatte er 2008 in der Fernseh-Komödie Das Traumpaar eine Nebenrolle als Oberkellner.
Marten Krebs ist Initiator der Benefizgalareihe „Lichtblick“, bei der er auch als Moderator auftritt. Diese fand erstmals 2002 statt. 2004 spielte Krebs mit der Benefiz-Gala Geld für die Opfer der Flutkatastrophe in Asien ein. 2006 war der Weiße Ring der Begünstigte der „Lichtblick“-Gala in der Feldsteinkirche zu Sanne. Gaststar war damals Gisela May. 2012 war Gisela May erneut Stargast in Krebs’ Benefiz-Gala; diesmal kam der Erlös der José-Carreras-Leukämie-Stiftung zugute. 2013 organisierte und moderierte Marten Krebs die große Fluthilfe-Benefizgala. Der Erlös kam Flutopfern in der Altmark zugute; Stargäste waren u. a. Annett Louisan, Barbara Schöne und Gregory B. Waldis. 2018 lief in Stendal sein neues Programm „Bühne, Kunst & KäseKuchen“ an, eine Hommage an seine Mentorin Gisela May, mit Anekdoten, Liedern und Revue-Elementen. Im Sommer 2018 arbeitete er als Schauspielcoach bei den „Domfestspielen St. Blasien“. 2019 spielte Krebs bei den Altmark-Feststpielen den Zeremonienmeister an der Seite von Countertenor Jochen Kowalski im dramatischen Oratorium Jeanne d’Arc au bûcher (Johanna auf dem Scheiterhaufen) von Arthur Honegger.